# Lista delle isole Shetland

L'arcipelago delle Shetland

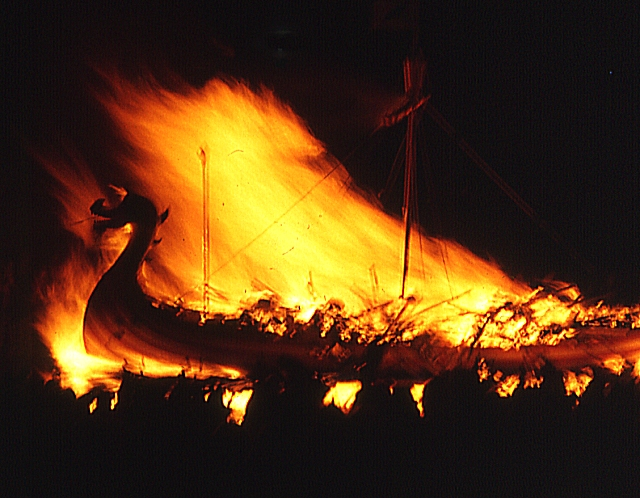
Festival Up Helly Aa

Questa voce è una lista delle isole Shetland in Scozia. L'arcipelago delle Shetland si trova a 100 km a nord della terraferma scozzese e la capitale Lerwick è quasi equidistante da Bergen in Norvegia e Aberdeen in Scozia. L'arcipelago comprende circa 300 isole e scogli, delle quali 16 sono abitate. Oltre a Mainland, le isole maggiori sono Unst, Yell e Fetlar.
La definizione di isola utilizzata in questa lista corrisponde alle "terre che sono circondate dall'acqua marina quotidianamente, ma non necessariamente in tutti gli stadi della marea, ad esclusione di costruzioni umane, come ponti e strade rialzate". Vi sono quattro isole collegate a Mainland da ponti: East Burra, West Burra, Trondra e Muckle Roe e vi è anche un ponte tra Housay e Bruray. Nessun punto delle Shetland è più distante di 5 km dal mare. Mavis Grind (termine in norreno che significa "porta dello stretto istmo") è una stretta striscia di terra larga più di 100 metri che separa la St. Magnus Bay e l'Oceano Atlantico ad ovest da Sullum Voe e il Mare del Nord ad est.
La geologia delle Shetland è complessa, con numerose faglie e pieghe; queste isole rappresentano l'avamposto settentrionale dell'orogenesi caledoniana e vi sono affioramenti di rocce metamorfiche lewisiane, dalradiane e Moine con storie simili a quelle della terraferma scozzese. Similmente a quest'ultima, vi sono anche depositi di Old Red Sandstone e instrusioni granitiche. La caratteristica più distintiva è rappresentata dall'ofiolite basica, peridotite e gabbro su Unst e Fetlar, che costituiscono un resto del fondo dell'oceano Giapeto. Gran parte dell'economia delle isole dipende dai giacimenti petroliferi dei mari circostanti. Nell'era post-glaciale, circa nel 8150 avanti Cristo, le isole furono colpite tsunami alti fino a 20 metri causati dalla frana di Storegga, un'immensa valanga sottomarina al largo delle coste norvegesi.
Le isole si trovano tutte all'interno dell'autorità locale denominata Shetland Islands Council. Sono abitate continuativamente dal Neolitico e per diversi secoli hanno subito il dominio dei norreni, la prima menzione dei quali si trova all'interno delle saghe norrene. Gli scavi a Jarlshof, presso il limite meridionale di Mainland, hanno fornito le prove storiche della vita sulle Shetland a partire dall'età del bronzo, e il festival annuale di Up Helly Aa costituisce la memoria vivente del passato vichingo delle isole. L'arcipelago è esposto al vento e alle maree e vi sono numerosi fari come ausilio alla navigazione. Un piccolo parco eolico sulle Shetland ha di recente raggiunto il record mondiale del 58% di fattore di capacità lungo il corso di un anno. Il pony delle Shetland, indigeno delle isole, è conosciuto per la sua forza e resistenza.

## Elenco

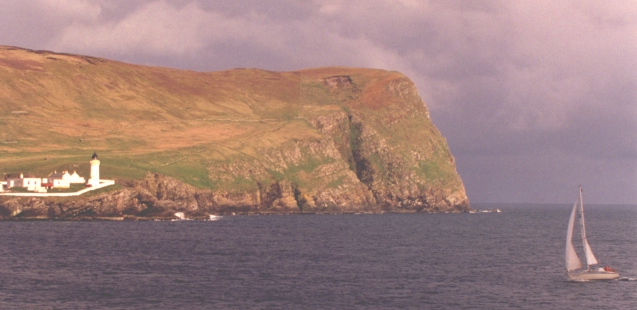
Il Faro Bressay a Kirkabister Ness, Shetland

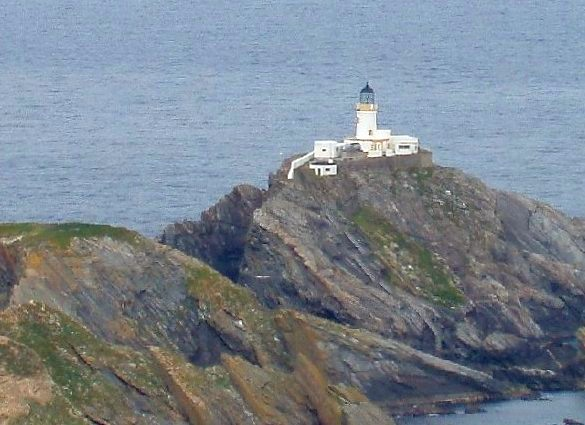
Il Faro di Muckle Flugga, Shetland

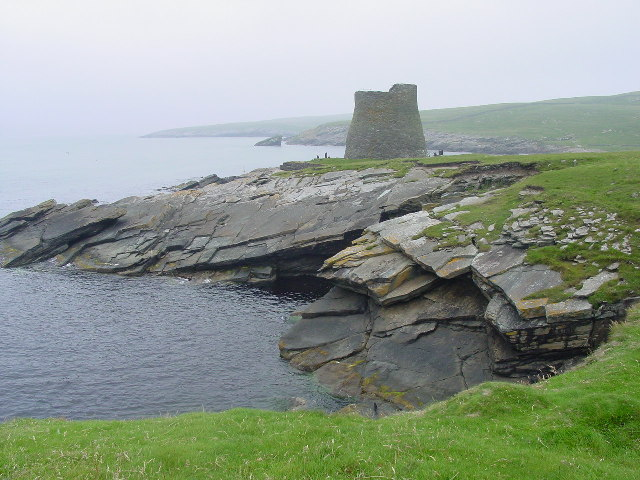
Il broch su Mousa

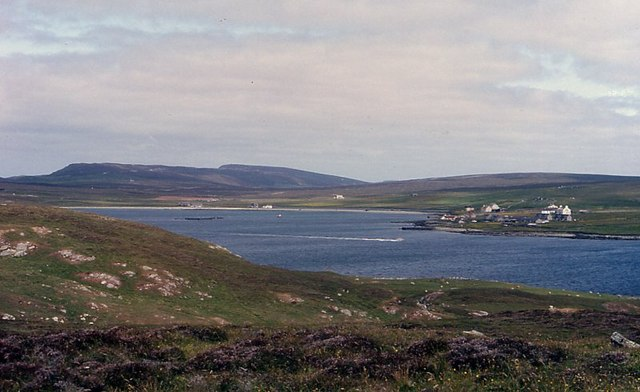
Mainland vista da Uyea

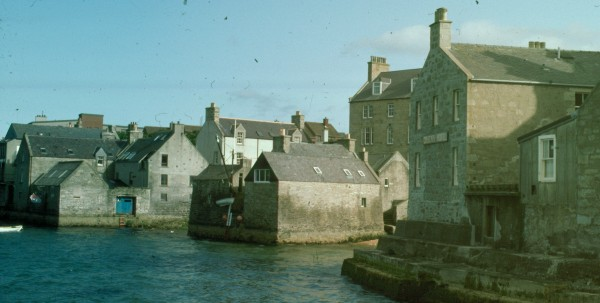
Lerwick

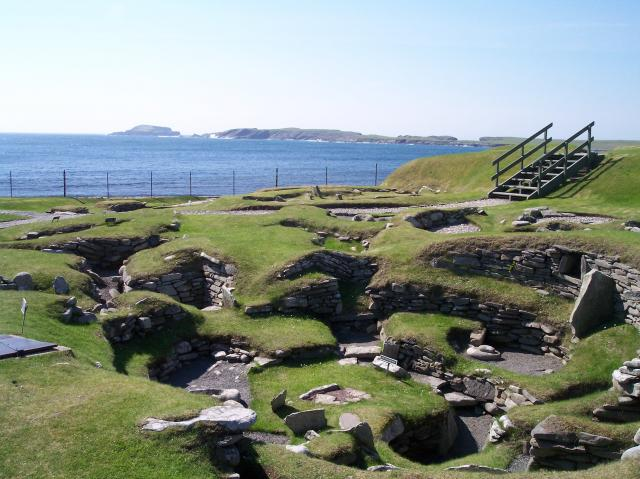
Jarlshof

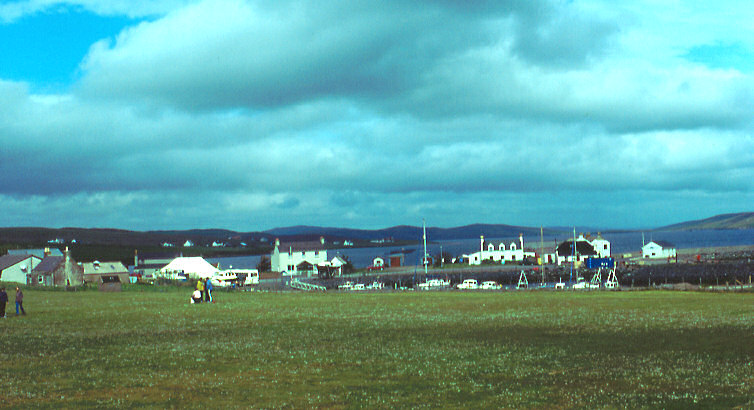
Il villaggio di Aith su Mainland

Le isole Scalloway sono un piccolo arcipelago all'ingresso del Weisdale Voe nel sud-ovest. Isole del Nord è invece il nome dato al gruppo di isole tra cui vi sono yell, Unst e Fetlar. Numerose isole si trovano nel Yell Sound, situato tra Mainland e Yell, e nella St. Magnus Bay ad ovest, specialmente vicino allo stretto di Swarbacks Minn, ma il numero e la diversa posizione delle isole facenti parte delle Shetland rende difficili ulteriori classificazioni.
I dati sull'ultimo periodo di insediamento sulle piccole isole disabitate sono incompleti, ma tutte le isole di seguito elencate sono state abitate in periodi durante il Neolitico o durante l'era dei Pitti e dei norreni.
'Ward' appare regolarmente come il nome del punto più alto di ogni isola; questi luoghi prendono il nome dalle alture utilizzate per l'illuminazione tramite lanterne di segnalazione.
La popolazione totale dell'arcipelago era di 21.988 persone nel 2001 e crebbe fino a 23.167 persone registrate in occasione del censimento del 2011.
| Isola                   | Posizione            | Area (ha) | Popolazione | Disabitata dal              | Punto più alto   | Altezza (m) |
| ----------------------- | -------------------- | --------- | ----------- | --------------------------- | ---------------- | ----------- |
| Balta                   | Isole del Nord       | 80        | 0           | Epoca norrena, o successiva | Muckle Head      | 44          |
| Bigga                   | Yell Sound           | 78        | 0           | anni '30                    |                  | 34          |
| Bressay                 | Est di Lerwick       | 2.805     | 368         |                             | Ward of Bressay  | 226         |
| Brother Isle            | Yell Sound           | 40        | 0           | 1820 ca.                    |                  | 25          |
| Bruray                  | Outer Skerries       | 55        | 24          |                             | Bruray Ward      | 53          |
| East Burra              | Isole Scalloway      | 515       | 76          |                             | Easter Heog      | 81          |
| Fair                    | Esterna              | 768       | 68          |                             | Ward Hill        | 217         |
| Fetlar                  | Isole del Nord       | 4.078     | 61          |                             | Ward Hill        | 158         |
| Foula                   | Esterna              | 1265      | 38          |                             | The Sneug        | 418         |
| Hascosay                | Colgrave Sound, Yell | 275       | 0           | 1850 ca.                    |                  | 30          |
| Hildasay                | Isole Scalloway      | 108       | 0           | 1890 ca.                    |                  | 32          |
| Housay                  | Outer Skerries       | 163       | 50          |                             | North Hill       | 53          |
| Lamba                   | Yell Sound           | 43        | 0           | non noto                    |                  | 35          |
| Linga presso Muckle Roe | Swarbacks Minn       | 70        | 0           | non noto                    |                  | 69          |
| Linga presso Yell       | Bluemull Sound, Yell | 45        | 0           | non noto                    |                  | 26          |
| Mainland                | Mainland             | 96.879    | 18.765      |                             | Ronas Hill       | 450         |
| Mousa                   | Est di Mainland      | 180       | 0           | 1841-60                     | Mid Field        | 55          |
| Muckle Roe              | Swarbacks Minn       | 1.773     | 130         |                             | Mid Ward         | 172         |
| Noss                    | Bressay              | 343       | 0           | 1930 ca.                    | Noup of Noss     | 181         |
| Oxna                    | Isole Scalloway      | 68        | 0           | 1901–1930                   | Muckle Ward      | 38          |
| Papa                    | Isole Scalloway      | 59        | 0           | 1891–1930                   |                  | 32          |
| Papa Little             | Swarbacks Minn       | 226       | 0           | 1840 ca.                    | North Ward       | 82          |
| Papa Stour              | St Magnus Bay        | 828       | 15          |                             | Virda Field      | 87          |
| Samphrey                | Yell Sound           | 66        | 0           | 1841–1880                   |                  | 29          |
| South Havra             | Isole Scalloway      | 59        | 0           | 1923                        |                  | 42          |
| Trondra                 | Isole Scalloway      | 275       | 135         |                             |                  | 60          |
| Unst                    | Isole del Nord       | 12.068    | 632         |                             | Saxa Vord        | 284         |
| Uyea, Northmavine       | Nord di Mainland     | 45        | 0           | non noto                    |                  | 70          |
| Uyea, Unst              | Isole del Nord       | 205       | 0           | 1931-60                     | The Ward         | 50          |
| Vaila                   | Gruting Voe          | 327       | 2           |                             | East Ward        | 95          |
| Vementry                | Swarbacks Minn       | 370       | 0           | 1840 ca.                    | Muckle Ward      | 90          |
| West Burra              | Isole Scalloway      | 743       | 776         |                             | Hill of Sandwick | 65          |
| West Linga              | Whalsay              | 125       | 0           | fine XVIII secolo           |                  | 52          |
| Whalsay                 | Whalsay              | 1.970     | 1.061       |                             | Ward of Clett    | 119         |
| Yell                    | Isole del Nord       | 21.211    | 966         |                             | Hill of Arisdale | 210         |

## Piccole isole e scogli

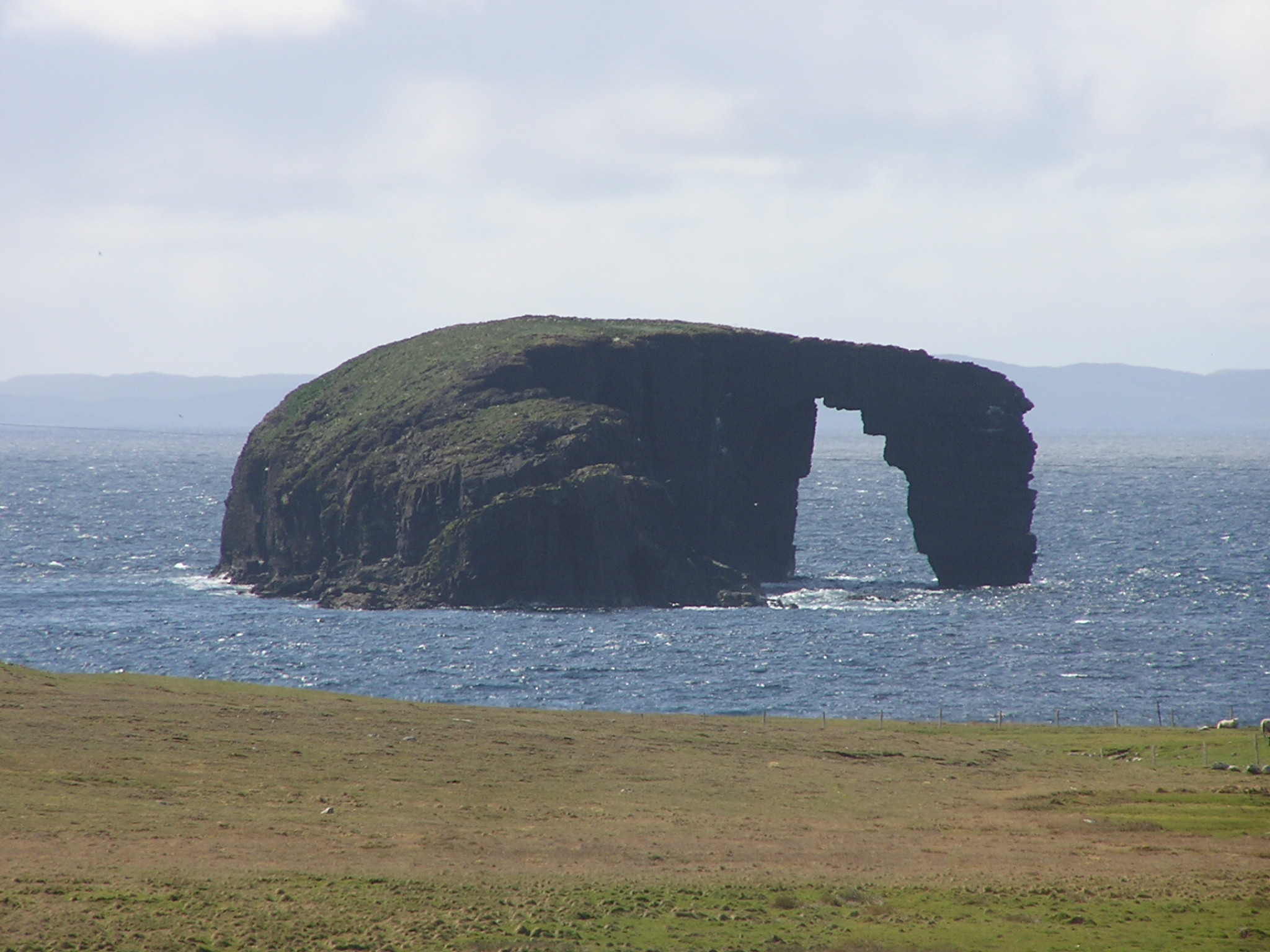
Dore Holm

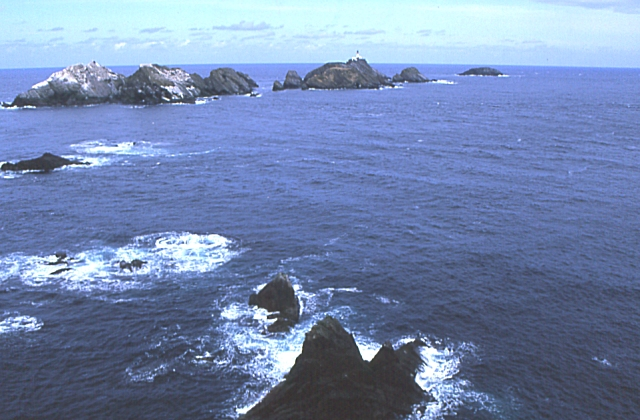
Baa Skerries, Unst

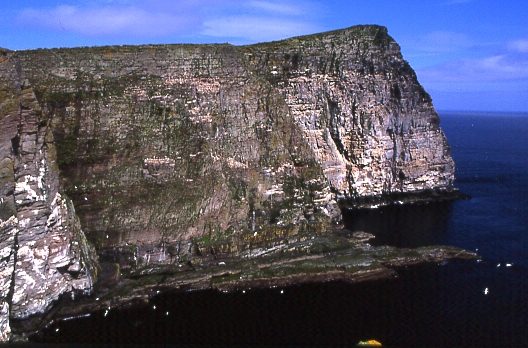
Noup of Noss

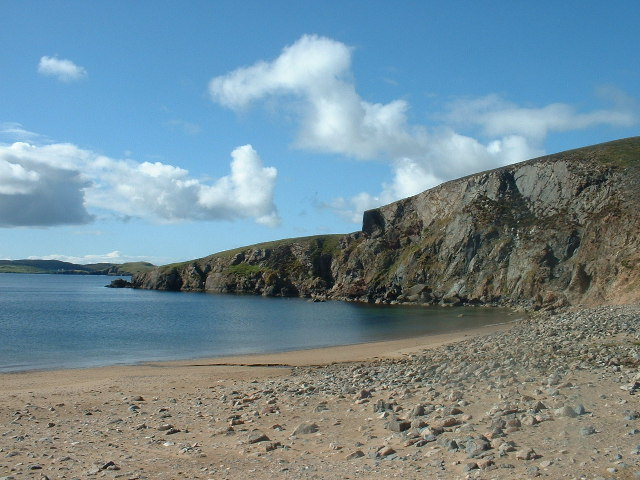
Spiaggia di Muckle Ayre, Muckle Roe, vista verso Swarbacks Minn

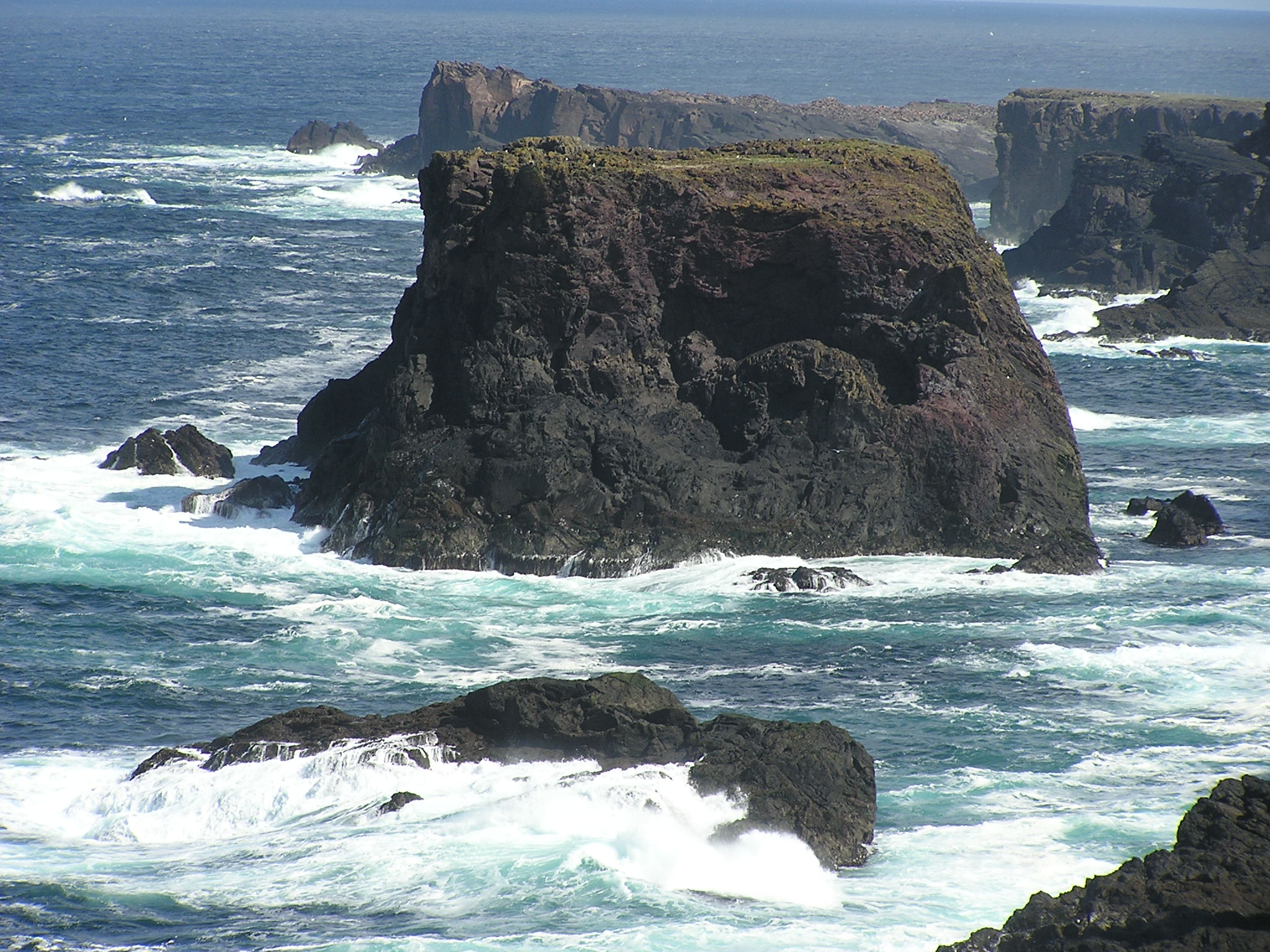
Moo Stack, Eshaness, Northmaven

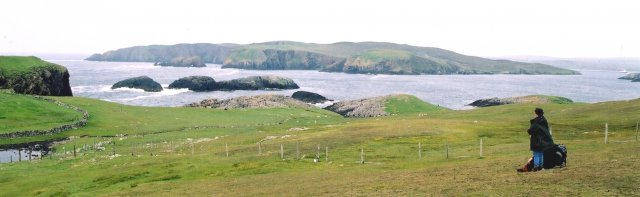
Muckle Flaes e Vaila da est

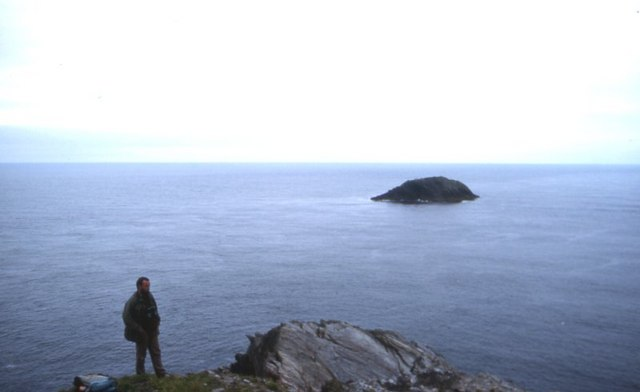
Out Stack, al largo di Unst, il punto più a nord della Scozia.

Segue un elenco di isole minori disabitate delle Shetland, oltre a isolette tidali separate dal altre terre solamente in stadi avanzati delle maree, oltre a scogli che vengono esposti solo in stadi di marea bassa. Molte di queste isole sono chiamate "Holm", dall'norreno holmr, che significa "isoletta piccola e rotonda". "Swarta Skerry" (in norreno:' svartar sker, che significa "scoglio nero") è un nome anche molto comune, che significa "isola dell'erica, "Taing" (in norreno: tangi) che significa "lingua" e "Flaesh" (in norreno: fles) significa "scoglio piatto". "Hog" (maiale in italiano) e "calf" (vitello in italiano) sono utilizzati per indicare una piccola isola, tipicamente vicina ad un'isola maggiore.

### Intorno a Mainland
- Nord-est di Mainland: Bronga, Flat Stack, Green Isle, Hamera Head, Hellam, Hog Island, Linga near Samphrey, Little Holm, Longa Skerry, Mid Head, Muckle Holm, Muckle Stack, Quilsa Taing, Sandrift Skerries, Scarve Skerry, Skerry of Lunning, Stack of the Skersons, Stany Hog, Swarta Skerry (3), Taing.
- Sud di Nesting Bay: Climnie, Corn Holm, Cunning Holm, Fiska Skerry, Haerie, Holm of Skellister, Inner Voder, Linga Skerries, Litla Billan, Muckla Billan, Muckle Fladdicap, South Holm, Spentlie Holm.
- East Mainland: Aiplin, Aswick Skerries, Brethren, Eswick Holm, Gult Holm, Holm of Califf, Holms of Vatsland, Hoo Stack, Little Holm, North Isle of Gletness, South Holm, South Isle of Gletness, Stacks of Vatsland, Stunger, Tainga Skerry.
- Sud di Mainland: Balla Skerry, Big Kiln, Big Skerry, Black Skerry, Broad Stack, Clocki Stack, Colsay, Deda Skerry, Great Skerry, Hog of the Holm, Hog of the Ness, Holm of Helliness, Holm of Sound, Horse Holm, Lady's Holm, Little Holm, Little Tind, Longa Skerry, Loos Laward, Lyoonigie Skerry, Muckle Hallitie, Ord Skerries, Ripack Stack, Scarfa Skerry, Scarfi Skerry, Scarf Taing, Scottle Holm, Seli Stack, Skerries of Longi-geo, Skerries of Sunngeo, Skerry of Okraquoy, Skersan, Skersund Skerry, Stack of Baronsgeo, Stack of Billyageo, Stack of Okraquoy, Stack of Otter Geo, Starling Rock, Swarta Skerry, The Moul, Wester Skerry, Whale Back.
- St Ninian's Isle: Coar Holm, Fora Stack, High Herbi Clett, Hevda, Hich Holm, Inns Holm, Loose Head, Sand Skerry, Sweyn Holm.
- Sud-ovest di Mainland: Billia Cletts, Black Skerry, Burwick Holm, Cure Holm, Griskerry, Holm of Maywick, Hoove Holm, Housensellar, Kirk Skerry, Little Fogla Stack, Sheep-pund, The Skerry.
- Weisdale Voe: Flotta, Greena, Havra Skerry, Holm of Quoyness, Holms of Hogaland, Hoggs of Hoy, Hoy, Ingra Pund, Junk, North Havra, Scarf Stane, Silver Skerry.
- Walls and Sandness: Aaskerry, Aaskery Taing, Berga Stack, Bousta Skerries, Braga, Broch of West Burrafirth, Brough Skerries, Stacks, Burga Stacks, Burnant Stack, Clett (2), Cley Stacks, Crabba Skerry, Daa Skerry, Erne's Stack (2), Fore Holm, Galta Skerry, Galta Stack, Giltarump, Grava Skerries, Groni Stack, Grossa Stack, Holm of Gruting, Holm of Sefster, Isle of West Burrafirth. Kirk Holm, Lang Stack, Litla Stack, Little Flaes, Long Skerry, Moo Stack, Muckle Flaes, Muman Skerry, Neean Skerry, Riv Skerries, Rusna Stacks, Seli Stack, Skerries of Easter Pail, Skerries of Tunasdaal, Skerries of Watsness, Skerry of Dale, Skerry of Stool, Skerry of the Wick, Snap, Swaaba Stack, Tainga Skerries, The Bak, The Heag, The Peak, Trea Wick, Turl Stack.
- Swarbacks Minn & Olna Firth: Burgastoo, Green Holm, Heathery Holm, Holm of Burrafirth, Inga's Holm, Oggar Holm, Skult.
- Northmavine: Black Skerry, Black Skerry of Ramnageo, Burroo Stacks, Dore Holm, Egilsay, Eina Stack, Gill Stack, Gruna Stack, Holm of Culsetter, Isle of Gunnister, Isle of Nibon, Isle of Niddister, Isle of Westerhouse, Little Ossa, Moo Stack (2), Muckle Ossa, Nista Skerries, Scarf Skerry, Skerry of Eshaness, Isle of Stenness, Stivva, Swart Skerry, Targies, The Bruddans, The Drongs, The Hogg, The Runk.
- North Roe: Buska Stack, Burka Stack, Fugla Ness, Galti Stack (2), Gruna Stack, Hevda Skerries, Inner Booth, Little Gruna Stacks, Longa Skerry, Moo Stack, Munga Skerries, Nista Skerries, Outer Booth, Ship's Stone, Skerries of Fuglaness, Skerry of Skersound, Stack of Sumra, Stack of Weinnia-neep, Stuack, The Cleiver, The Hog, The Roodrans, The Stab, Troll Kona Stack, Valti Stack, Wilma Stack.
  - Gruney e Ramna Stacks: Barlcudda, Fladda, Flae-ass, Gaut Skerries, Hyter, Ofoora, Outer Stack, Scordar, The Club, Turla.
- Yell Sound e Sullom Voe: Bark Stack, Billia Skerry, Fish Holm, Little Roe, Longa Skerry, Lunna Holm, Meokame Skerry, North Holm of Barravoe, Outer Skerry, Pund of Barravoe, Sand Skerry, Setter Holm, Sinna Skerry, Skea Skerry, South Holm of Burravoe, Stack of Stavgeo, The Castle, The Flaess, The Neap, Trolla Stack, Trunka, Ungam, Wether Holm.

### Intorno ad altre isole
Nelle vicinanze di:
- Bigga; Sigga Skerry, Uynarey.

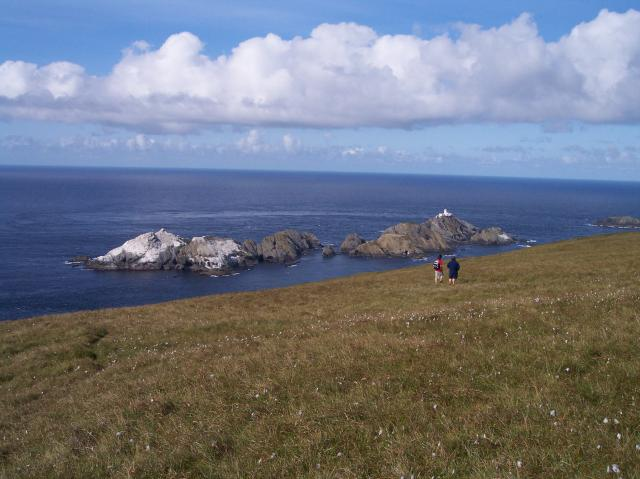
Gli scogli intorno a Unst, tra cui Vesta Skerry, Rumblings, Tipta Skerry, Muckle Flugga e Out Stack

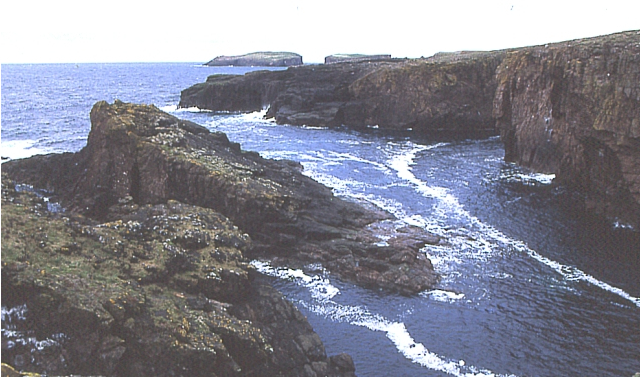
Galti Stacks al largo di Papa Stour con Fogla Skerry sullo sfondo.

- Brother Isle; Stoura Baa, Tinga Skerry.
- Bressay; Flada Cap, Fugla Skerry, Holm of Beosetter, Holm of Cruester, Holm of Gunista, Holm of Mel, Holm Skerry of Beosetter, Inner Score, Loofa Baa, Outer Score, Stoura Clett.
- East Burra; Holm of Hous, Holm of Papil, Peerie Hom of Clett, Scark Skerry, Stacks of Houssness, Taing of Symbister.
- Fair Isle; Breiti Stack, Fogli Stack, Hoiliff, Lang Cole, Oa Stack, Point Saider, Stacks of Skroo, Swabi Cole, The Burrian, The Criv, The Fless, The Keels, The Skerry.
- Fetlar; Braga, Calf of Daaey, Daaey, Outer Brough, Ruir Holm, Scarf Skerry, Stacks of Scambro, Stany Holm, The Flaeshins, The Fludir, Urie Lingey.
- Foula; Arvra Skerry, Blobrick, Da Baas o Stremness, Da Buddle Stane, Da Gloor, Da Rippack Stack, Da Sheepie, Da Skerries o da Rokness, Da Skerry o Hellabrik, Gaada Stack, Hesti Geo, Muntavie Stack.
- Hildasay; Easter Score Holm, Hogg of Linga, Hoe Skerry (est), Hoe Skerry (nord), Langa, Linga, Lunga Skerries, North Score Holm, Sanda Little, Sanda Stour, Swarta Skerry, The Nev, The Skerry, The Skult.
- Mousa; Perie Bard.
- Muckle Roe; Burks Skerries, Crog Holm, Lee Skerries, Lothan, Murbie Stacks, Riding Stack, Spindle, Swabi Stack, Tame Holm.
- Noss; Holm of Noss.
- Out Skerries; Billia Skerry, Bound Skerry, Easter Skerry, Filla, Flat Lamba Stack, Grunay, Hevda Skerries, Horn Skerry, Lamba Stack, Little Bound Skerry, Little Skerry, Long Guen, Muckle Skerry, North Benelip, Old Man's Stack, Short Guen, South Benelip, Swaba Stack, Tamma Skerry, The Hogg, Vongs, Wether Holm.
- Oxna; Bullia Skerry, Bulta, Bulta Skerry, Burrian, Cheynies, Hogg of Oxna, Retta Skerries, Spoose Holm, Steggies.
- Papa; Hogg of Papa, Papa Skerry, Skerry of Bag, West Head of Papa.
- Papa Stour; Aesha Stack, Boinna Skerry, Borse Skerry, Brei Holm, Fogla Skerry, Forewick Holm, Galti Stacks, Holm of Melby, Koda Skerry, Lyra Skerry, Maiden Stack, Skerries of Quidaness, Skerry of Lambaness, Sula Stack, Swat Skerry, The Horn, Tiptans Skerry, Wilma Skerry.
  - Ve Skerries: Helliogoblo, North Skerry, Ormal, Reaverack, The Clubb.
- South Havra: Little Havra.
- Trondra: Black Skerry, Burland Skerry, Green Holm, Merry Holm, Skervie Skerry, Whaleback Skerry.
- Unst; Baa Skerries, Braava Skerries, Brindacks, Brough Holm, Crickie's Chair, Cudda Stack, Flodda Stack, Haaf Gruney, Hevda Skerry, Hinda Stack, Holm of Heogland, Holm of Skaw, Humla Stack, Huney, Hunts Holm, Inner Flaess, Lang Holm, Leegal Skerry, Little Flugga, Littlewick Stack, Longa Stacks, Muckle Flugga, Neapna Stack, North Croga Skerry, North Holms, Out Stack, Reasings, Round Holm, Rumblings, Ruskock, Sound Gruney, South Croga Skerry, South Holms, Stackingro, Stackins-hocka, Stacks of Poindie, The Buss, The Greing, The Taing, Tipta Skerry, Tonga Stack, Tooa Stack, Tooral Stack, The Trinks o' Clave, The Vere, Urda Stack, Vesta Skerry, Whid Stack, Wilna Stack, Wurs Stack.
- Uyea, Northmavine: Big Nev, Dorra Stack, Little Nev, Out Shuna Stack, Robert Irvine's Skerry, The Burrier.
- Uyea, Unst: Cliva Skerries, Scarf Stack, Wedder Holm.
- Vaila: Burrier Stacks, Gaada Stacks, Gluibuil, Holm of Breibister, Holm of Burrastow, Holm of Scapness, Humla Stack, Gluibuil, Linga, Skerries of Linga, Stack of the Cuillian.
- Vementry: Black Stane, Gruna, Holms of Uyea-sound, Linga, Skewart Holm, Swaba Stacks, Swarbacks Skerry, The Heag.
- West Burra: Atla Holm, Black Stacks, Fugla Stack, Inner Skerry, Muckle Skerry, Red Skerries, Stack of Sandwick, Trondra Skerry, Ukna Skerry, West Skerry.
- West Linga: Beilla Skerry, Bruse Holm, Calf of Linga, Calf of Little Linga, Calf of Score Holm, Hunder Holm, Kettil Holm, Little Linga, Longa Skerry, Marra Flaeshins, Score Holm, Swarta Skerry, The Flaeshans, Wether Holm.
- Whalsay; Flaeshans of Sandwick, Holm of Sandwick, Inner Holm of Skaw, Isbister Holm, Mooa, Nacka Skerry, Nista, Outer Holm of Skaw, Sava Skerry, Skate of Marrister, Trota Stack.
  - East Linga; Burlastack of Rumble, Calf of Linga, Flaeshans of Rumble, Grif Skerry, Longa Skerries, Longa Stack, Rumble, Swarta Skerries.
- Yell; Aastack, Bigga, Black Skerry, Brother Isle, Brough, Burravoe Chest, Fish Holm, Gloup Holm, Gold Skerry, Green Holm, Grey Stack, Holm of West Sandwick, Horns of the Roc, Kay Holm, Linga, Muckle Holm, Neapaback Skerries, Orfasay, Outsta Ness, Rug, Skerry Wick, Stacks of Stuis, Sweinna Stack, The Clapper, The Quidin, Whalegeo Stacks, Whilkie Stack.